# Campeonato Argentino de Uniones
O Campeonato Argentino de Uniones ou Campeonato Argentino de Mayores é a competição organizada pela Unión Argentina de Rugby que reúne todas as seleções de rugby union da Argentina, divididas em três categorias: Campeonato, Ascenso e Estímulo. O torneio se disputa de maneira ininterrupta desde 1945, oportunidade na qual o combinado da Provincia se impôs ante ao da Capital por 5 a 4. A Unión de Rugby de Buenos Aires é a que mais vezes levantou o troféu, conseguindo o título em 34 oportunidades. Atualmente, o torneio se disputa entre os meses de abril e março e tem como campeão reinante o selecionado de Córdoba.
Para a edição de 2012, quatro seleções nacionais sul-americanas foram incorporadas ao campeonato: Brasil, Chile, Uruguai e Paraguai. Enquanto chilenos e uruguaios participaram da zona "Campeonato", contra as melhores equipes do país, brasileiros e paraguaios disputaram a zona "Estímulo" ou "Desenvolvimento".

## Campeões por título
- Buenos Aires: 34

1962, 1963, 1964, 1966, 1967, 1968, 1969, 1970, 1971, 1972, 1973, 1974, 1975, 1976, 1977, 1978, 1979, 1980, 1981, 1982, 1983, 1984, 1986, 1991, 1994, 1996, 1998, 1999, 2000, 2002, 2003, 2006, 2007, 2008
- Tucumán: 9

1985, 1987, 1988, 1989, 1990, 1992, 1993, 2005, 2010
- Córdoba: 6

1995, 1996, 1997, 2001, 2009, 2011
- Mar del Plata: 1

1961
- Rosario: 1

1965
- Cuyo: 1

2004